# Sân bay Port Bouet
Sân bay Port Bouet (IATA: ABJ, ICAO: DIAP), cũng gọi là Sân bay quốc tế Félix Houphouët-Boigny hay Sân bay Abidjan, là một sân bay ở Abidjan, Côte d'Ivoire.
Năm 2004, sân bay này đã phục vụ 815.403 lượt khách.

## Các hãng hàng không và các tuyến điểm
- Aero Contractors (Nigeria) (Accra, Bamako, Lagos)
- Afriqiyah Airways (Tripoli)
- Air Algérie (Algiers)
- Air Burkina (Bobo Dioulasso, Ouagadougou)
- Air France (Paris-Charles de Gaulle)
- Air Ivoire (Accra, Bamako, Conakry, Cotonou, Dakar, Douala, Libreville, Lomé, Monrovia, Marseille, Niamey, Ouagadougou, Paris-Orly)
- Air Senegal International (Bamako, Cotonou, Dakar, Lome)
- Bellview Airlines (Abidjan, Accra, Conakry, Dakar, Lagos)
- Benin Golf Air (Cotonou)
- Brussels Airlines (Brussels)
- Cameroon Airlines (Bamako, Dakar Douala, Lagos)
- Emirates Airline (Dubai)
- Ethiopian Airlines (Accra, Addis Ababa, Lome)
- Kenya Airways (Cotonou, Douala, Nairobi)
- Mauritania Airways (Bamako, Dakar, Nouakchott)
- Middle East Airlines (Beirut)
- Royal Air Maroc (Casablanca)
- Slok Air International (Bamako, Banjul, Conarky, Dakar)
- South African Airways (Johannesburg)
- Tunisair (Tunis)

## Tai nạn và sự cố
- Ngày 23 tháng 11 năm 1996, những kẻ không tặc buộc chuyến bay số 961 của Ethiopian Airlines bay từ Mumbai và Addis Ababa đến Abidjan dừng nhiều nơi và cuối cùng đã rơi xuống Ấn Độ Dương.
- Ngày 30 tháng 1 năm 2000, chuyến bay số 431 của Kenya Airways ban đầu có lộ trình từ Nairobi đến Lagos đi Abidjan, nhưng đã bị lệch chuyển hướng đến Abidjan. Máy bay đã chạm mặt nước sau khi cất cách đi Lagos.
- Ngày 1 tháng 5 năm 2007, chuyến bay 507 của Kenya Airways xuất phát từ Abidjan và đã dừng ở Douala. Sau khi cất cánh từ Douala, máy bay đã rơi.